# 企鵝人 (電視劇)
《企鵝人》（英語：The Penguin）是一部2024年美國犯罪網絡劇，改編自鮑勃·凱恩和比爾·芬格創作的DC漫畫同名角色。該劇為2022年電影的衍生影集，由6th & Idaho、DC工作室和迪倫·克拉克製作公司與華納兄弟電視公司聯合製作，勞倫·勒弗朗克擔任節目統籌，柯林·法洛和克莉絲汀·米利歐提主演。
2021年9月，HBO Max宣布開發以「企鵝人」奧斯華·科波特為主角的衍生影集，由勞倫·勒弗蘭克擔任編劇，克雷格·卓貝執導該劇的前三集，故事延續電影中相關劇情。拍攝於2023年3月在紐約市開始，預計將持續至同年年中。

## 劇情
故事發生在（2022年）事件的一周後。影集將講述企鵝人於高譚市地下社會的崛起經歷。

## 演員及角色

### 主要角色
- 柯林·法洛 飾演 奧斯華·「奧茲」·科波特／企鵝人（Oswald "Oz" Cobb / Penguin）

一名身材矮胖、走路跛腳、面相毀容的犯罪領主，曾是已故犯罪領主卡麥·法爾康尼的左右手，自從老闆身亡、高譚發生洪水災難後，開始靠自己的力量慢慢成為新一任犯罪頭目。貪生怕死卻足智多謀，為達目的可以不擇手段，同時有嚴重戀母情結，所作所為都是為了得到母親認可。法洛表示這部劇集將會深入探討角色的“尷尬、力量與邪惡魅力”，以及他在電影中從未展露過的那顆“藏於表面下的脆弱心靈”。萊德·艾倫（Ryder Allen）飾演兒時的奧茲。
- 克莉絲汀·米利歐提 飾演 蘇菲亞·法爾康尼／劊子手（英语：Sofia Falcone）

卡麥·法爾康尼的女兒，母性「吉岡特」（Gigante），曾經是精神不穩定、上過新聞版面的連環殺手，但實際上是被父親與家人聯手陷害，被送入阿卡漢州立醫院療養整整十年。如今父親被殺加上城市洪水災難而以“康復”的形式釋放出院，開始與奧茲爭奪高譚市的控制權。
- 蘭斯·菲利斯 飾演 維克多·「維克」·阿吉拉爾（Victor "Vic" Aguilar）

一名無家可歸的善良青年，出身於貧困地帶「皇冠角」的普通移民家庭。直到在洪水災難中失去家人，試圖偷取奧茲專車的車輪謀生時偶然與他結識，慢慢變成他的司機以及私人執行者，受奧茲影響而開始邁入犯罪之路。人物設計與部分經歷取自傑森·托特，但並不是直接改編。
- 迪爾德麗·奧康奈爾（英语：Deirdre O'Connell (actress)） 飾演 法蘭西絲·科波特（Francis Cobb）：奧茲的年邁母親，長期患有帕金森氏病以及路易體失智（英语：Lewy body dementia）。艾蜜莉·米德飾演年輕的法蘭西絲。
- 克蘭西·布朗 飾演 薩爾瓦多·馬洛尼（英语：Sal Maroni）：高譚市臭名昭著的大毒梟，毒品生意曾因為高譚政商、警察與黑幫聯手陷害之下崩盤，也是法爾康尼家族的死對頭。
- 麥可·金格 飾演 阿爾貝托·法爾康尼（英语：Alberto Falcone）：卡麥·法爾康尼的兒子，蘇菲亞的弟弟，父親死後成為公認的家族接班人。但無心繼承家業，多年來沉迷於酒精與毒品。
- 卡門·艾喬格 飾演 伊芙·卡羅（Eve Karlo）：奧茲的情婦，與他有多年聯繫的性工作者。
- 伯爾托·科隆（Berto Colón）飾演 卡斯蒂洛（Castillo）：法爾康尼家族的執行者，擔任蘇菲亞的左右手。
- 詹姆斯·馬蒂奧（英语：James Madio） 飾演 米洛斯·葛拉帕（Milos Grapa）：卡麥·法爾康尼的前保鏢，也是家族其中一位二把手。
- 班·庫克（英语：Ben Cook (actor)） 飾演 卡爾文（Calvin）：一名與維克關係要好的街頭青年，自洪水災難過後以犯罪謀生，間接造成奧茲與維克相識。
- 潔米·勞森（英语：Jayme Lawson） 飾演 貝拉·蕾爾（Bella Reál）：高譚市新當選的市長，全力挽救發生過洪水災難而的城市。勞森繼原電影後回歸飾演該角。
- 麥可·凱利 飾演 強尼·維蒂（Johnny Vitti）：法爾康尼犯罪家族的二當家，負責全力將家族事業回歸正軌。角色創始於《蝙蝠俠：漫長的萬聖節》，在作品中身為卡麥·法爾康尼的侄子。
- 馬克·史壯 飾演 卡麥·法爾康尼（Carmine Falcone）：已故的高譚市犯罪領主兼家族首領。史壯接替在原電影中扮演該角的約翰·特托羅，在劇中以歷史回放方式出演年輕時代的法爾康尼。
- 史考特·科恩（英语：Scott Cohen (actor)） 飾演 盧卡·法爾康尼（Luca Falcone）：卡麥·法爾康尼的弟弟，作為家族的高層幹部，並接過哥哥的位置成為家族新首領。
- 索瑞·安達斯魯 飾演 娜蒂亞·馬洛尼（Nadia Maroni）：薩爾瓦多·馬洛尼的妻子，伊朗人，帶領本地的伊朗黑幫。
- 迪奧·羅西 飾演 朱利安·羅許（Dr. Julian Rush）：蘇菲亞的心理醫生，曾在阿卡漢任職副醫生，這段期間對蘇菲亞產生同情而離職，之後也時不時關心她。
- 雅莉莎·帕拉狄諾 飾演 卡拉·維蒂（Carla Viti）：蘇菲亞的表妹，曾與其關係很好，養有一個女兒吉雅。
- 克雷格·沃克（Craig Walker）飾演 馬庫斯·懷斯（Det. Marcus Wise）：受僱於蘇菲亞的腐敗警探，因為長期濫用藥物而為蘇菲亞服務換取所需。
- 泰絲·索塔（Tess Soltau）飾演 蒂娜·法爾康尼（Tina Falcone）：盧卡的妻子，並且也是強尼的情婦。
- 瑪麗·波薩（Marié Botha）飾演 喜鵲（英语：Magpie (character)）：一名因盜竊罪而被關入阿卡漢的女囚犯，在蘇菲亞入獄期間以套近乎的形式捉弄她。
- 傑瑞德·阿布拉罕森 飾演 烏賊（英语：Squid (DC Comics)）：在皇冠角小有名氣的街頭毒販，與維克有過幾次相識與衝突。
- 娜汀·馬盧夫（Nadine Malouf）飾演 桑默·格利森（Summer Gleeson）：高譚公報的女記者，追查女子上吊連續命案，卻最終淪為「劊子手」的受害者之一。角色創始於《蝙蝠俠：動畫系列》作為次要角色。
- 康·奧尼爾（英语：Con O'Neill (actor)） 飾演 麥肯錫·伯克（Mackenzie Bock）：高譚市警局的總警監。奧尼爾繼原電影後回歸飾演該角。
- 路易斯·坎瑟米 飾演 雷克斯·卡拉布里塞（Rex Calabrese）：奧茲兒時有名的黑幫老大，方式老派、重情重義，因此在皇冠角中備受尊敬。在奧茲14歲時心臟病早逝，至今對奧茲具有重大影響。
- 尼科·蒂羅齊和歐文·阿斯塔洛斯（Nico Tirozzi and Owen Asztalos）飾演 班尼和傑克·科波特（Benny and Jack Cobb）：奧茲的兩個兄弟，在奧茲童年時雙雙死於溺水，但其實是被打算獨佔母親的奧茲有意見死不救。

### 常設角色
- 阿里亞·沙哈塞米（Aria Shahghasemi）飾演 泰吉·馬洛尼（Taj Maroni）：馬洛尼與娜蒂亞之子，也是一名遊手好閒的網紅。
- 弗朗索瓦·周 飾演 趙峰（Feng Zhao）：高譚本地三合會的首領，作為一個具有國際聯繫、經營夜總會與賭場的中型幫派。
- 羅伯特·李·凌（Robert Lee Leng）飾演 菜林克（Link Tsai）：三合會的二把手，最先答應跟奧茲合作，乃至找到新的機遇。
- 肯西·葛雷（Kenzie Grey）飾演 吉雅·維蒂（Gia Viti）：蘇菲亞的姪女，卡拉·維蒂的年幼女兒，天真單純，因此對蘇菲亞不持有偏見。

### 客串角色
- 萊斯·柯羅 飾演 塞巴斯蒂安·哈迪（Councilman Sebastian Hady）：高譚有名市議員，卻也是一名賭徒，因此被奧茲輕易抓到把柄而為其效力。
- 彼得·麥當勞（英语：Peter McDonald (actor)）飾演 威廉·肯西（Det. William Kenzie）：與法爾康尼家族有勾結的腐敗緝毒組警察，參與過陷害蘇菲亞的「劊子手」罪案。麥當勞繼原電影後回歸飾演該角，僅在回憶場景中現身。
- 魯伯·潘瑞-瓊斯 飾演 小唐·米契爾（Don Mitchell Jr.）：高譚市已故前市長，因涉嫌貪汙而成為謎語人的受害者之一。瓊斯繼原電影後以舊競選海報照片的形式回歸。

## 集數
| 集數 | 標題     | 導演          | 編劇                          | 首播日期       | 美國收視人數 （百萬） |
| --- | -------- | ------------- | ----------------------------- | -------------- | --------------------- |
| 1 | 半夜三更 | 克雷格·卓貝   | 勞倫·勒弗朗克                 | 2024年9月19日  | 0.242                 |
| 卡麥·法爾康尼之死以及高譚海堤被毀過去一星期，奧茲·科波特獨自返回淪為廢墟的冰山俱樂部，盜取法爾康尼遺留的一系列敲詐文件與珠寶時撞見其子阿爾貝托。奧茲刻意與他把酒歡來套近乎，得知阿爾貝托有意想將家族販毒生意進行“大變革”，但當奧茲設想著自己能藉此一步登天時，卻受到阿爾貝托的恥笑。惱羞成怒的奧茲一時失控槍殺阿爾貝托，轉移屍體時強行拉攏一名試圖偷他車輪的青年維克替他開車，從此將畏縮的維克當成部下帶在身邊。隔天，奧茲被家族二當家強尼·維蒂下令關閉旗下毒品工廠，並由他們這些高層來重新規劃，而剛從阿卡漢州立醫院出院的法爾康尼之女蘇菲亞，也懷疑奧茲與阿爾貝托的失蹤有關。深感不妙的奧茲本想逃離高譚，但受母親法蘭西絲激勵而回去城市。奧茲到黑門監獄探望與家族敵對的薩爾瓦多·馬洛尼而向其拋出橄欖枝，並歸還從阿爾貝托手中摘下的馬洛尼之戒指以示誠意。然而奧茲很快因嫌疑重大而被蘇菲亞派人抓回去拷問阿爾貝托的下落，直到一輛裝有阿爾貝托遺體的無人汽車衝入莊園，後備箱上寫著「報復」二字；這齣戲實由維克所安排以嫁禍給馬洛尼家族。洗脫嫌疑的奧茲被釋放，感謝維克及時回來救他。奧茲企圖奪下阿爾貝托提及的神秘新毒貨以外，表示他們兩個只需坐山觀虎斗，等到兩大家族血拼到兩敗俱傷，再由他們一舉統領惡勢力。      |          |               |                               |                |                       |
| 2 | 內線     | 克雷格·卓貝   | 艾莉卡·L·強森                 | 2024年9月29日  | 0.299                 |
| 馬洛尼即使深知是奧茲陷害自己，但看在利益的份上勉強繼續與奧茲合作，並靠奧茲擔任內線而劫下法爾康尼家族準備運出城的毒貨。已故卡麥的弟弟盧卡接管家族首領之位，蘇菲亞則因為阿爾貝托之死而精神越加錯亂，但她堅信家族成員之中有馬洛尼的內線，因此收買腐敗警探馬庫斯·懷斯私下幫自己調查毒貨被劫的內幕。阿爾貝托下葬後，所有家族成員出席法爾康尼莊園中舉行的追悼會，而懷斯偷偷將打劫毒貨時受傷住院的馬洛尼家族成員埃爾瓦德·哈基姆綁架帶給蘇菲亞審問。馬洛尼的妻子娜蒂亞命令奧茲必須在埃爾瓦德開口前將其救出，同時從奧茲手上得到維蒂與盧卡之妻蒂娜偷情的照片證據。由於追悼會戒備森嚴，奧茲無法將人救出，便趁沒人時想辦法說服埃爾瓦德交代維蒂是內線。奧茲同時指示維克在維蒂的車上放置珠寶來栽贓嫁禍，但維克不慎被保安發現而勉強逃跑，迫使奧茲掏刀捅死埃爾瓦德滅口，並趁搜身時栽贓嫁禍給蘇菲亞的左右手卡斯蒂洛。盧卡直接槍殺嫌疑重大的卡斯蒂洛，下令蘇菲亞不准再干涉家族生意。奧茲事後快速將珠寶放置在卡斯蒂洛的住處而擺脫，負責與維克挖洞埋兩具屍體，過程中威脅維克若再失手便會殺死他。在奧茲先前的有意引導下，蘇菲亞在墓園與奧茲私下會面並達成合作關係，兩人決定想辦法推翻家族現有階級與制度。                              |          |               |                               |                |                       |
| 3 | 極樂     | 克雷格·卓貝   | 諾艾爾·瓦爾迪維亞             | 2024年10月6日  | 0.365                 |
| 維克在城市海堤被毀當晚失去所有家人，如今得知女友即將離開高譚搬去加州，開始考慮跟她一起私奔。蘇菲亞向奧茲介紹神秘毒貨實為一種在罕見致幻蘑菇上提取出的興奮劑，奧茲將其命名為「極樂粉」且以派對毒品的形式發售。兩人試圖拉攏本地三合會幫忙分銷，但對方表示若沒有維蒂的支持則不會合作。奧茲與蘇菲亞共同對維蒂捉姦在床，使其被抓把柄而被迫配合。晚間，奧茲藉助情婦伊芙手下的妓女，在俱樂部中出售極樂粉。然而維克不但一度恐慌發作，還因是否要陪女友離開高譚的決定感到左右為難，基於自己心裡渴望能與奧茲一起出人頭地。而奧茲得知維克打算離開後沒有多加阻止，反而讓他自行決定去留。開車趕到巴士站的維克本可以趕上女友，卻最終選擇目送她離開而回去找奧茲。當時，奧茲才剛幫蘇菲亞說服三合會老闆趙峰一起合作，卻很快因為屢次失信而被馬洛尼家族找上門算賬，蘇菲亞因此得知奧茲在裡通外敵。就在兩人即將被處決之際，維克及時趕到撞死一人而救走奧茲，卻被奧茲命令扔下蘇菲亞溜之大吉。 |          |               |                               |                |                       |
| 4 | 長命百歲 | 海倫·薛佛     | 約翰·麥卡琴                   | 2024年10月13日 | 0.368                 |
| 蘇菲亞被奧茲扔棄在路邊後開始回憶自己的慘痛過去，童年時發現母親伊莎貝上吊自殺後的遺體，長大後以亡母的名義成立基金會幫助受抑鬱所苦的女性。直到一名高譚公報記者桑美·葛利森懷疑蘇菲亞的父親卡麥疑似勒死多名女性並將她們偽裝成上吊自殺，使蘇菲亞逐漸對父親產生懷疑。由於當時擔任司機的奧茲通風報信，卡麥與腐敗警察威廉·肯西聯手將蘇菲亞陷害為「劊子手」，謊稱是她殺害所有受害女性，包括遭到滅口的葛利森。蘇菲亞被強行送入阿卡漢進行為期六個月的精神治療，使她備受折磨、日復一日遭到與自己父親有勾結的文崔斯醫生實施電痙攣療法，最後甚至在父親有意安排下持續關押十年。長期下來的折磨使蘇菲亞最終精神崩潰，當眾打死一名坑害自己的獄友喜鵲，原本負責她個案的副醫生朱利安·羅許逐漸同情她而離任。現今，羅許收到蘇菲亞緊急求助而將她救回家中，再次孤身一人的蘇菲亞意識到不能相信任何人，決定給自己來一個全新開始。當晚，蘇菲亞刻意現身在盧卡與家族全員的餐會上，在所有背叛過自己的家人面前宣洩自己的不公待遇。由於所有人仍然矢口抵賴，蘇菲亞趁當天夜裡在宅邸內偷偷釋放吸入過量足以致命的瓦斯氣體，殺死盧卡在內的眾多家族成員，唯獨將年幼姪女吉雅引誘至溫室睡覺而放過她，同時放過維蒂一人而挾持他為自己賣命。                 |          |               |                               |                |                       |
| 5 | 回家     | 海倫·薛佛     | 布莉安娜·吉布森 & 沙伊·奧博納 | 2024年10月20日 | 0.385                 |
| 奧茲帶領部下綁架馬洛尼之子泰吉，以他的性命要挾馬洛尼夫婦歸還被扣下的極樂蘑菇，同時為以防萬一而命令維克跑去照顧自己的老母親法蘭西絲；其將法蘭西絲帶回家鄉皇冠角避風頭。深知馬洛尼家族不會善罷甘休，奧茲事先賄賂一名獄警刺殺牢房內的馬洛尼，並在交易時利用身上澆滿汽油的人質泰吉，將他與母親娜蒂亞活活燒死。然而此舉不慎觸發現場自動滅火系統，導致整批蘑菇除了兩桶以外全部作廢，而馬洛尼甚至逃過一劫且越獄逃跑，誓言要對奧茲尋仇。另一方面，警方將法爾康尼家族血案歸為瓦斯外洩的意外，蘇菲亞目送吉雅被兒童之家領走，在家族墓園折磨維蒂直到他表示願意合作；基於維蒂懊悔當初親自將蘇菲亞之母伊莎貝介紹給卡麥而引發眾多恩怨。羅許同時自願前來向蘇菲亞投誠，加入並幫助她興起犯罪帝國。蘇菲亞正式將家族名改為母性，徹底跟父親的舊家族劃清界線，並開槍處決不情願順從的維蒂，以此博得長期受舊家族壓榨的手下們器重，她還拉攏馬洛尼共同向奧茲進行復仇。而奧茲面臨馬洛尼逃亡在外、情人伊芙拒絕繼續與自己合作、以及被迫藏身的母親對自己失望。眼看將前功盡棄，奧茲突然想起位於皇冠角地下的一處廢棄有軌電車，與維克共同回到自己童年時與兩個兄弟玩樂的地方，不僅發現地方寬敞、陰冷潮濕，決定將該地改造成他們種植蘑菇的新大本營。  |          |               |                               |                |                       |
| 6 | 黃金峰會 | 凱文·布雷     | 尼克·湯恩                     | 2024年10月27日 | 0.324                 |
| 奧茲藉助新大本營的建立以及極樂粉的販售而成功擴張他的犯罪帝國，然而蘇菲亞和馬洛尼開始陸續殺害極樂粉的買家以示警告，逼迫奧茲只能暫時對外免費贈送極樂粉以增加市場需求。維克重遇與自己有過交涉的當地毒販烏賊，其打算以走漏大本營位置的方式威脅維克帶他入伍，最終迫使維克將他槍殺後逃跑。當警告無用後，蘇菲亞和馬洛尼闖入奧茲的公寓，打算找出任何有關奧茲重視之人的線索。蘇菲亞發現奧茲保留的伊芙相片後拜訪其住處，原是打算用槍脅迫伊芙交代，但得知伊芙曾有過兩名視作家人的女性被「劊子手」所殺，便向他揭露自己十年前被奧茲坑害的種種實情，最終使伊芙自行開口說奧茲在皇冠角的藏身處。奧茲威脅腐敗市議員哈迪重新為受災的皇冠角供電，隨後召集各大黑幫聯手對抗蘇菲亞、馬洛尼、與其他上流人士，最後靠說服力獲得全員支持。皇冠角隨即恢復供電，精神病越加嚴重的法蘭西絲將眼前的維克看成是自己的兒子，與他在公寓裡共舞。然而兩人並不知道，蘇菲亞已手持鐵撬站在門口。 |          |               |                               |                |                       |
| 7 | 大禮帽   | 凱文·布雷     | 弗拉基米爾·茨韋特科           | 2024年11月3日  | 0.384                 |
| 奧茲自小就不滿母親總是過度關注自己的兩個兄弟傑克和班尼，當三兄弟在地下車站玩捉迷藏時，奧茲僅因被兄弟戲弄，一氣之下將兩人反鎖在下水道中，瞞著母親任由傑克和班尼慘遭溺死。現今，奧茲返回藏身處卻發現母親被蘇菲亞劫走，樓下又出現馬洛尼等人前來算賬，只能喊醒被打昏的維克並叫他先走。馬洛尼開始憤怒毆打奧茲以報妻小之仇，挾持奧茲帶他們去地下大本營，但奧茲的手下機智地將車站斷電展開伏擊，而馬洛尼在與奧茲的搏鬥過程中心臟病發而死。與此同時，蘇菲亞看到法蘭西絲的精神狀況後陷入沉思，希望羅許能向她套問出奧茲的弱點。蘇菲亞前去兒童之家探望姪女吉雅，得知吉雅記得滅門當天的經過，甚至發現吉雅開始出現自殘行為，內疚是自己導致吉雅走上自己的老路。就在蘇菲亞幾近放棄時，羅許說服她一定要讓奧茲感同身受。於是，蘇菲亞假借交易靠汽車炸彈摧毀奧茲的大本營，奧茲及時躲入自己兩個兄弟溺亡的下水道中逃過一劫。全軍覆沒的奧茲蹣跚在滿目瘡痍的街頭，很快就被受僱於蘇菲亞的懷斯警探抓走。 |          |               |                               |                |                       |
| 8 | 大事化小 | 珍妮佛·蓋辛格 | 勞倫·勒弗朗克                 | 2024年11月10日 | 0.464                 |
| 蘇菲亞安排被俘的奧茲與法蘭西絲進行母子對峙，而羅許此前透過肌電圖療法得知，法蘭西絲其實早已知情是奧茲對兩個兄弟見死不救，曾想過忍痛割愛卻最終沒有狠下心。如今見奧茲對所作所為死不認罪，法蘭西絲以奧茲為恥後突發中風倒地。奧茲趁機掙脫、殺死看門的懷斯警探、抱著母親開車直奔醫院。與此同時，各大黑幫首領轉來投靠蘇菲亞，其不但以交出黑幫領導權的條件來懸賞活捉奧茲，走前還將家族莊園付之一炬。但事與願違，維克事先串通各大黑幫的二把手們集體背叛殺害各自的老闆，使剛要上飛機的蘇菲亞再次孤立無援。奧茲親自開車將蘇菲亞載往河邊看似要處決她，但最終叫來大批警察將蘇菲亞逮捕，她這次以皇冠角爆炸案而定罪送回阿卡漢關押。大獲全勝的奧茲與維克回醫院探望法蘭西絲時，卻得知母親因中風而淪為植物人，使奧茲絕望到崩潰大哭。即使身邊有將自己視作「家人」的維克陪伴，但奧茲決定不能帶維克持續深入，最終忍痛將維克活活掐死並棄屍。羅許重返阿卡漢上任精神醫生照料蘇菲亞，遞出一封由蘇菲亞同父異母的姐妹瑟琳娜·凱爾寄來的信，使蘇菲亞閱讀后露出一絲笑容。靠自己在高譚市政府建立的關係，開嶄新豪車的奧茲如願以償將母親接到豪華頂層公寓內照料，自己則與換上母親裙子、藉以扮演自己母親的伊芙共舞。遠處，蝙蝠信號在黑夜中再次亮起。 |          |               |                               |                |                       |

## 製作
2021年9月，HBO Max宣布開發以企鵝人擔任主角的《蝙蝠俠》（2022年）衍生影集，勞倫·勒弗蘭克（Lauren LeFranc）獲聘擔任編劇，而麥特·李維斯和迪倫·克拉克（Dylan Clark）擔任執行製片人。2021年12月，柯林·法洛正式簽約參演，並擔任執行製片人。2022年3月，麥特·李維斯表示《蝙蝠俠》的其他角色可能將出現在《企鵝人》中。2022年10月，克莉絲汀·米利歐提簽約出演女主角蘇菲亞·法爾康尼。2023年2月，蘭斯·菲利斯、麥可·凱利、索瑞·安達斯魯和迪爾德麗·奧康奈爾參演。2023年3月，克蘭西·布朗簽約出演薩爾瓦多·馬洛尼。

### 拍攝
影集於2023年3月1日在紐約市開始進行主體拍攝，工作標題為「老大」（Boss），拍攝預計將持續至2023年年中。

## 發行
《企鵝人》將於2024年HBO Max上線，共8集。

## 資料來源
1. ↑  Pucci, Douglas. . Programming Insider. 2024-09-20  [2024-09-20]. （原始内容存档于2024-09-20）.
2. ↑  Pucci, Douglas. . Programming Insider. 2024-10-01  [2024-10-01]. （原始内容存档于2024-10-07）.
3. ↑  Pucci, Douglas. . Programming Insider. 2024-10-08  [2024-10-13].
4. ↑  Pucci, Douglas. . Programming Insider. 2024-10-15  [2024-10-15]. （原始内容存档于2024-12-13）.
5. ↑  Pucci, Douglas. . Programming Insider. 2024-10-22  [2024-10-22]. （原始内容存档于2024-11-04）.
6. ↑  Pucci, Douglas. . Programming Insider. 2024-10-29  [2024-10-29]. （原始内容存档于2024-11-04）.
7. ↑  Pucci, Douglas. . Programming Insider. 2024-11-06  [2024-11-06]. （原始内容存档于2024-11-07）.
8. ↑  Pucci, Douglas. . 2024-11-12  [2024-11-12]. （原始内容存档于2024-11-13）.
9. ↑  Otterson, Joe. . Variety. 2021-09-13  [2021-09-17]. （原始内容存档于2021-09-13）.
10. ↑  Otterson, Joe. . Variety. 2021-12-06  [2021-12-07]. （原始内容存档于2021-12-06）.
11. ↑  D'Alessandro, Anthony; Patten, Dominic. . Deadline Hollywood. 2022-03-03  [2022-03-08]. （原始内容存档于2022-03-04）.
12. ↑  Andreeva, Nellie. . Deadline Hollywood. 2022-10-31  [2022-10-31]. （原始内容存档于2022-10-31）.
13. ↑  Andreeva, Nellie. . Deadline Hollywood. 2023-02-13  [2023-02-14]. （原始内容存档于2023-02-14）.
14. ↑  Murphy, J. Kim. . Variety. 2023-02-13  [2023-02-14]. （原始内容存档于2023-02-14）.
15. ↑  Rice, Lynette. . Deadline Hollywood. 2023-03-03  [2023-03-03]. （原始内容存档于2023-03-03）.
16. ↑  Ford, Rebecca. . Vanity Fair. 2023-03-03  [2023-03-03]. （原始内容存档于2023-03-03）.
17. 1 2  Hickson, Colin. . Comic Book Resources. 2023-03-03  [2023-03-03]. （原始内容存档于2023-03-04）.
18. 1 2  Fisher, Jacob. . Discussing Film. 2022-10-06  [2022-10-06]. （原始内容存档于2022-10-06）.
19. ↑  D'Alessandro, Anthony. . Deadline Hollywood. 2022-03-09  [2022-03-09]. （原始内容存档于2022-03-09）.
20. ↑  Vary, Adam B. . Variety. 2023-04-12  [2023-04-12]. （原始内容存档于2023-04-12）.
21. ↑  Maas, Jennifer. . Variety. 2022-11-10  [2022-11-10]. （原始内容存档于2022-11-10）.

## 外部連結
- 互联网电影数据库（IMDb）上《企鵝人》的资料（英文）